# Брудзев (Лодзинське воєводство)
Брудзев (пол. Brudzew) — село в Польщі, у гміні Блашки Серадзького повіту Лодзинського воєводства.
Населення — 177 осіб (2011).
У 1975-1998 роках село належало до Серадзького воєводства.

## Демографія
Демографічна структура станом на 31 березня 2011 року:
|          | Загалом | Допрацездатний вік | Працездатний вік | Постпрацездатний вік |
| -------- | ------- | ------------------ | ---------------- | -------------------- |
| Чоловіки | 94      | 18                 | 68               | 8                    |
| Жінки    | 83      | 21                 | 40               | 22                   |
| Разом    | 177     | 39                 | 108              | 30                   |